# 二值化

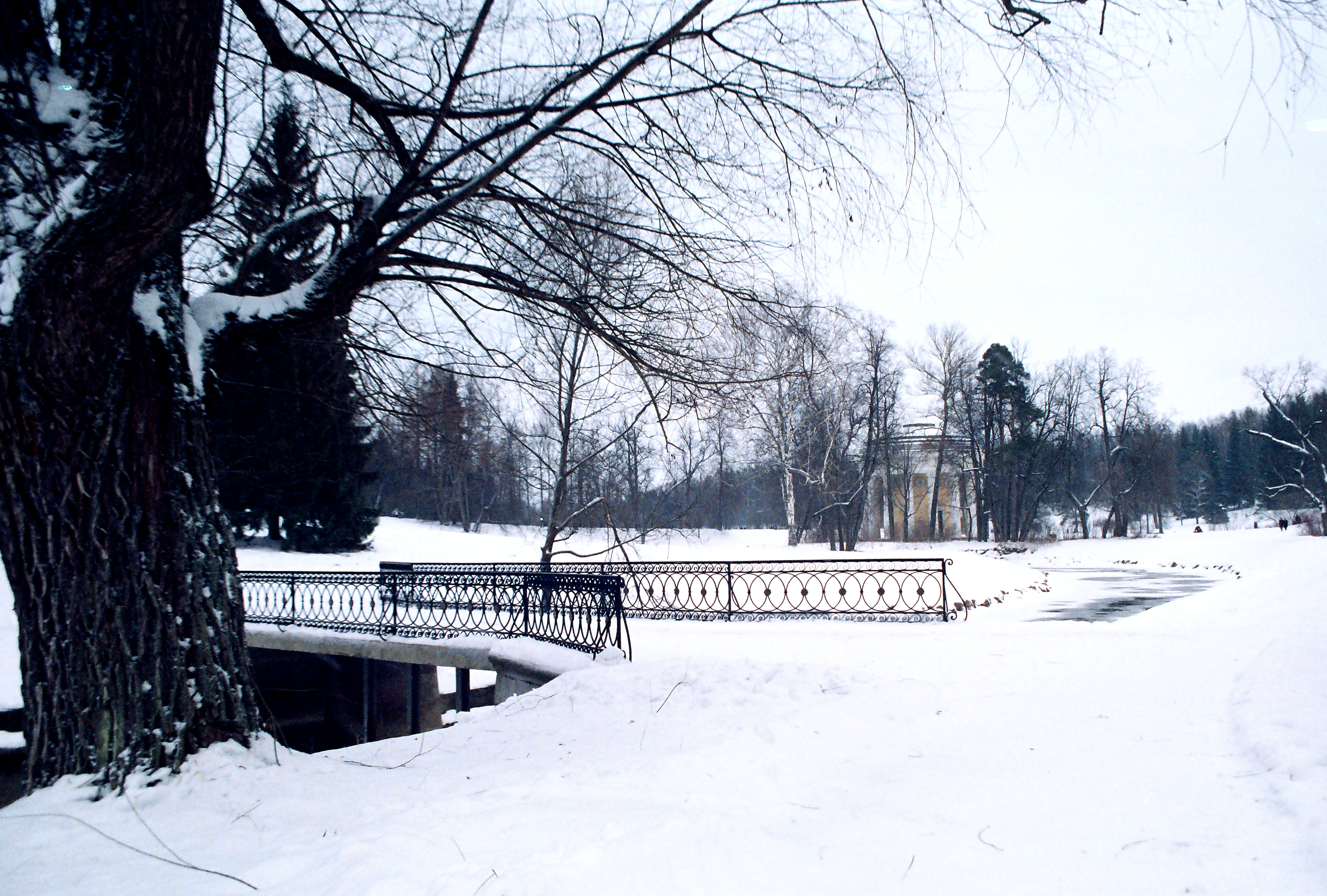
原图

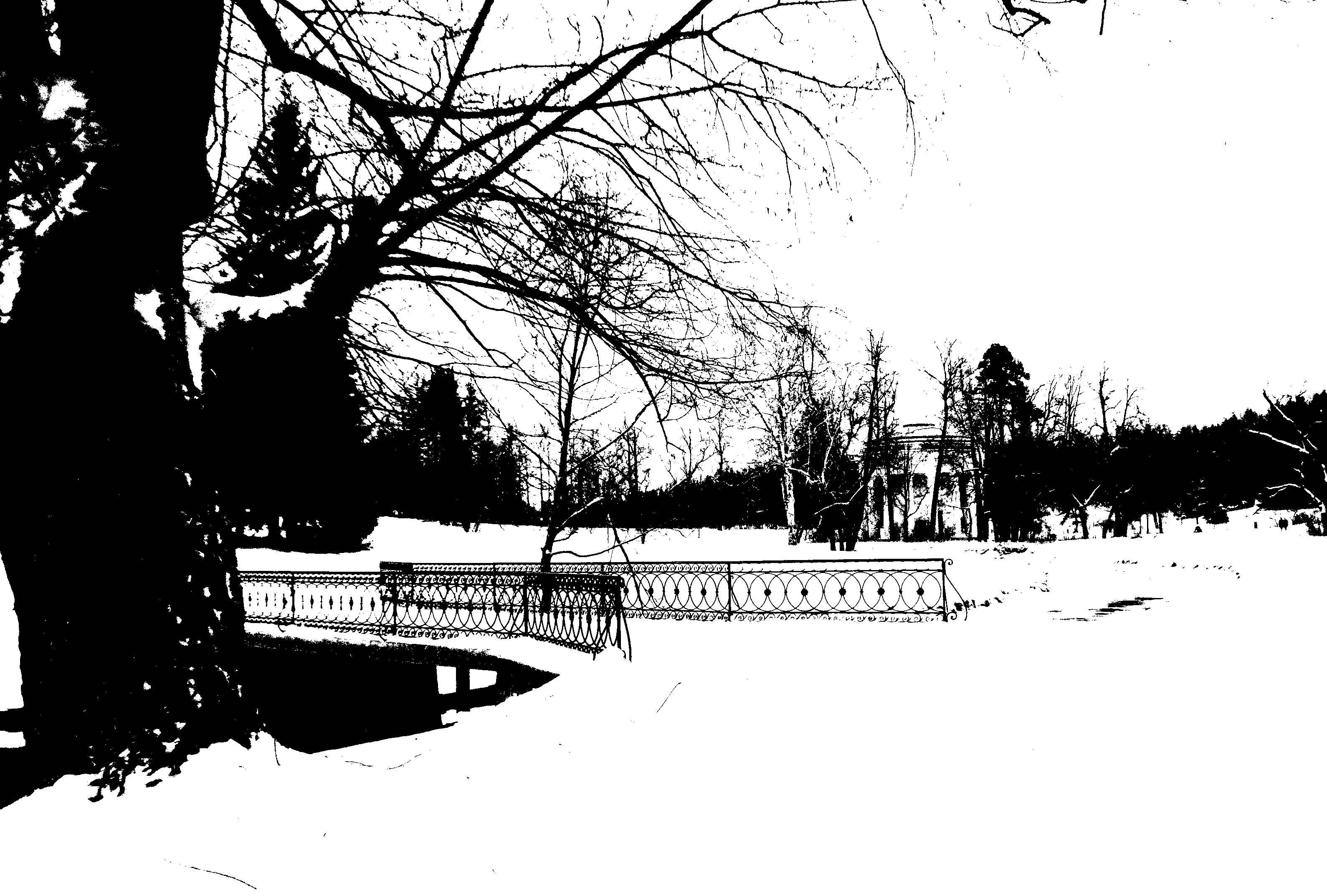
二值化后的效果

二值化（英语：Binarization）是图像分割的一种最简单的方法。二值化可以把灰度图像转换成二值图像。把大于某个临界灰度值的像素灰度设为灰度極大值，把小于这个值的像素灰度设为灰度極小值，从而实现二值化。
根据阈值选取的不同，二值化的算法分为固定阈值和自适应阈值。
比较常用的二值化方法则有：双峰法、P参数法、迭代法和OTSU法等。